# گاریسونویل (ویرجینیا)
گاریسونویل (به انگلیسی: Garrisonville) یک منطقهٔ مسکونی در ایالات متحده آمریکا است که در شهرستان استفورد، ویرجینیا واقع شده‌است.